# Got fun nekome
Got fun nekome (deutsch Der Gott der Rache) ist ein Stummfilm aus dem russischen Polen von 1912.
Er entstand nach dem gleichnamigen Theaterstück von Schalom Asch aus dem Jahre 1905.

## Handlung
Ein jüdischer Bordellbesitzer will seine Tochter von seiner anstößigen Umgebung fernhalten. Er stiftet eine Torarolle. Diese entweiht er wieder, als ihm der „Gott der Rache“ seine Wünsche nicht erfüllt.

## Produktion
Der Film ging auf eine Theaterproduktion des jiddischen Theaters von Abraham Fiszzon in Warschau zurück. Er zählte zu den frühesten jiddischen Filmen überhaupt.